# Liste der Darsteller der Fernsehserie For All Mankind
Dieser Artikel bietet eine Übersicht über die Hauptdarsteller und die Neben- und Gastdarsteller der US-Fernsehserie For All Mankind sowie deren deutsche Synchronsprecher.
Die deutschsprachige Synchronisation übernimmt die FFS Film- & Fernseh-Synchron, durch die Dialogbücher und unter der Dialogregie von Christian Weygand und Hubertus von Lerchenfeld. Daniel Schlauch schrieb auch an den Dialogbüchern mit.

## Hauptdarsteller
Unter den Hauptdarstellern werden alle Darsteller geführt, die mindestens in einer Staffel im Vorspann aufgeführt wurden:
| Rolle           | Schauspieler      | Hauptrolle (Folgen) | Nebenrolle (Folgen)              | Episoden | Synchronsprecher       |
| --------------- | ----------------- | ------------------- | -------------------------------- | -------- | ---------------------- |
| Edward Baldwin  | Joel Kinnaman     | 1.01–               |                                  | 40       | Stefan Günther         |
| Margo Madison   | Wrenn Schmidt     | 1.01–               |                                  | 40       | Melanie Manstein       |
| Karen Baldwin   | Shantel VanSanten | 1.01–3.10           | 4.05                             | 31       | Natascha Geisler       |
| Gordo Stevens   | Michael Dorman    | 1.01–2.10           |                                  | 20       | Pascal Fligg           |
| Tracy Stevens   | Sarah Jones       | 1.01–2.10           |                                  | 20       | Shandra Schadt         |
| Ellen Wilson    | Jodi Balfour      | 1.03–3.10           | 4.01                             | 29       | Katharina Schwarzmaier |
| Kelly Baldwin   | Cynthy Wu         | 2.01–               |                                  | 28       | Nadja Sabersky         |
| Molly Cobb      | Sonya Walger      | 2.01–3.02           | 1.03–1.05, 1.09–1.10, 3.10       | 17       | Elisabeth Günther      |
| Danielle Poole  | Krys Marshall     | 2.02–               | 1.03–1.10                        | 35       | Jacqueline Belle       |
| Danny Stevens   | Casey W. Johnson  | 2.02–3.10           | 4.05                             | 17       | Leonard Rosemann       |
| Danny Stevens   | Jason David       |                     | 1.01–1.05                        | 5        |                        |
| Danny Stevens   | Mason Thames      |                     | 1.06, 1.09–1.10                  | 3        | Tim Eitner             |
| Aleida Rosales  | Coral Peña        | 2.03–               |                                  | 26       | Maresa Sedlmeir        |
| Aleida Rosales  | Olivia Trujillo   |                     | 1.01–1.02, 1.04, 1.06, 1.08–1.10 | 7        | Carla Reiter           |
| Dev Ayesa       | Edi Gathegi       | 3.01–               |                                  | 17       | Sebastian Winkler      |
| Miles Dale      | Toby Kebbell      | 4.01–               |                                  | 10       | Jochen Paletschek      |
| Samantha Massey | Tyner Rushing     | 4.01–               |                                  | 10       | Stefanie Dischinger    |
| Eli Hobson      | Daniel Stern      | 4.01–               |                                  | 10       | Thomas Wenke           |
| Irina Morozova  | Svetlana Efremova | 4.01–               |                                  | 8        | Katharina Müller-Elmau |

## Neben- und Gastdarsteller
| Rolle                                   | Schauspieler                | Nebenrolle (Folgen)                                                     | Episoden                    | Synchronsprecher            |
| Astronauten und Kosmonauten             | Astronauten und Kosmonauten | Astronauten und Kosmonauten                                             | Astronauten und Kosmonauten | Astronauten und Kosmonauten |
| --------------------------------------- | --------------------------- | ----------------------------------------------------------------------- | --------------------------- | --------------------------- |
| Deke Slayton                            | Chris Bauer                 | 1.01–1.06, 1.08–1.10                                                    | 9                           | Gudo Hoegel                 |
| Buzz Aldrin                             | Chris Agos                  | 1.01–1.02, 1.07–1.10                                                    | 6                           | René Oltmanns               |
| Frank Sedgewick                         | Dave Power                  | 1.01, 1.04–1.05, 2.02, 2.10                                             | 5                           | Daniel Pietzuch             |
| Charlie Duke                            | Ben Begley                  | 1.01–1.02, 1.06                                                         | 3                           | Uwe Thomsen                 |
| Michael Collins                         | Ryan Kennedy                | 1.01–1.02, 1.06                                                         | 3                           | Oliver Scheffel             |
| Neil Armstrong                          | Jeff Branson                | 1.01–1.02                                                               | 2                           | Patrick Schröder            |
| Pete Conrad                             | Steven Pritchard            | 1.01–1.02                                                               | 2                           |                             |
| Fred Talmadge                           | Nick Wechsler               | 1.02, 1.05                                                              | 2                           | Maximilian Laprell          |
| Anastasia Belikova                      | Rita Khrabrovitsky          | 1.02                                                                    | 1                           |                             |
| Harrison Liu                            | Stephen Oyoung              | 1.08–1.09                                                               | 2                           | Benedikt Weber              |
| Pendle                                  | Jeff Denton                 | 1.08, 2.04                                                              | 2                           | Philipp Weiche              |
| Grush                                   | Brian Johnson               | 1.08                                                                    | 1                           | Benjamin Hirt               |
| Mikhail Mikhailovich Vasiliev           | Mark Ivanir                 | 1.09–1.10                                                               | 2                           |                             |
| Dennis Lambert                          | Charlie Hofheimer           | 1.09–1.10                                                               | 2                           |                             |
| Helena Webster                          | Michaela Conlin             | 2.01, 2.04–2.10                                                         | 8                           | Sara Sukarie                |
| Gary Piscotty                           | Michael Benz                | 2.01–2.02, 2.04, 2.06, 2.08–2.10                                        | 7                           | Benedikt Gutjan             |
| Steve Pomeranz                          | Tim Jo                      | 2.01, 2.03, 2.05, 2.09–2.10                                             | 5                           | Xiduo Zhao                  |
| Wubbo Ockels                            | Bjørn Alexander             | 2.01–2.02                                                               | 2                           |                             |
| Carl Cartwright                         | Brad Beyer                  | 2.01, 2.03                                                              | 2                           | Daniel Pietzuch             |
| Doreen Campbell                         | Penny O’Brien               | 2.01                                                                    | 1                           | Katharina Friedl            |
| Alex Rossi                              | Scott Michael Campbell      | 2.02–2.03, 2.05, 2.09–2.10, 3.07                                        | 6                           | Oliver Scheffel             |
| Dr. Kouri                               | Kayla Blake                 | 2.02, 2.09–2.10                                                         | 3                           | Maria Magdalena Rabl        |
| Garrett Reisman                         | Garrett Reisman             | 2.02, 2.08                                                              | 2                           | Alexander Wohnhaas          |
| Sally Ride                              | Ellen Wroe                  | 2.04, 2.06, 2.08–2.10                                                   | 5                           | Regina Beckhaus             |
| Paul DeWeese                            | Alex Akpobome               | 2.04–2.05, 2.10                                                         | 3                           | Benjamin Mereis             |
| Nick Corrado                            | Daniel David Stewart        | 2.05, 2.08–2.10, 3.04–3.05, 3.07–3.08                                   | 8                           | Tobias John von Freyend     |
| Charles Bernitz                         | Zac Titus                   | 2.05–2.08, 3.04, 3.07, 3.10                                             | 7                           | Patrick Roche               |
| Vance Paulson                           | Connor Tillman              | 2.05–2.10                                                               | 6                           | Benedikt Weber              |
| Jason Wilhelm                           | Andre Boyer                 | 2.05–2.09                                                               | 5                           | Nils Dienemann              |
| Steve Lopez                             | Chris Cortez                | 2.05–2.08, 2.10                                                         | 5                           | Paul Sedlmeir               |
| Doug Price                              | Chris L. McKenna            | 2.05                                                                    | 1                           | Jochen Paletschek           |
| Nathan Morrison                         | Josh Duvendeck              | 2.06, 2.09–2.10                                                         | 3                           | Daniel Lerche               |
| Stepan Petrovich Alexseev               | Nikola Djuricko             | 2.06, 2.10                                                              | 2                           | Christian Weygand           |
| Radislav Semenovich Orlov               | Alexander Babara            | 2.06, 2.10                                                              | 2                           |                             |
| Rolan Baranov                           | Alexander Sokovikov         | 2.08–2.10, 3.04–3.10                                                    | 10                          | Julian Manuel               |
| Dr. Dimitri Mayakovsky                  | Goran Ivanovski             | 2.09, 3.04–3.10, 4.04–4.07, 4.10                                        | 13                          | Peter Lehn                  |
| Viktor Tsukanov                         | Eugene Alper                | 2.09–2.10                                                               | 2                           | Christian Jungwirth         |
| Natalie Bishop                          | Julie Brett                 | 2.09–2.10                                                               | 2                           |                             |
| Jonathan Gatos                          | Joe Sobalo Jr.              | 2.09                                                                    | 1                           |                             |
| Grigory Kuznetsov                       | Lev Gorn                    | 3.01, 3.04–4.01, 4.05                                                   | 10                          | Kai Taschner                |
| Will Tyler                              | Robert Bailey Jr.           | 3.04–4.01, 4.04–4.05, 4.07, 4.09–4.10                                   | 13                          | Felix Mayer                 |
| Louisa Mueller                          | Anne Beyer                  | 3.04–3.10, 4.05                                                         | 8                           | Elisabeth von Koch          |
| Alexei Poletov                          | Pawel Szajda                | 3.04–3.08                                                               | 5                           | Benjamin Mereis             |
| Adarsh Sethi                            | Amol Shah                   | 3.04–3.05, 3.08–3.10                                                    | 5                           | Roland Schreglmann          |
| Lars Hagstrom                           | Nick Boraine                | 3.04, 3.07–3.10                                                         | 5                           | René Oltmanns               |
| Benjamin Harmon                         | Ayinde Howell               | 3.04, 3.06, 3.08                                                        | 3                           | Gregor Schleuning           |
| Elizabeth "Zizzo" Glover                | Debbie Pollack              | 3.04–3.05                                                               | 2                           | Michèle Tichawsky           |
| Clarke Halladay                         | Tony Curran                 | 3.04                                                                    | 1                           | Ole Pfennig                 |
| Sylvie Kaplan                           | Heidi Sulzman               | 3.04                                                                    | 1                           | Sandra Schwittau            |
| Isabel Castillo                         | Ilza Ponko                  | 3.05–3.08                                                               | 4                           |                             |
| Lee Jung-Gil                            | C. S. Lee                   | 3.09–4.03, 4.05–4.06, 4.09–4.10                                         | 9                           | Uwe Kosubek                 |
| Park Chol                               | Jason Her                   | 3.10                                                                    | 1                           |                             |
| Svetlana Zakharova                      | Maria Mashkova              | 4.01, 4.03–4.04                                                         | 3                           |                             |
| Tom Parker                              | Mac Brandt                  | 4.01                                                                    | 1                           |                             |
| George Peters                           | Jay Paulson                 | 4.01                                                                    | 1                           | Christian Giegerich         |
| Cho Byung Ho                            | Charles Kim                 | 4.02–4.03, 4.09–4.10                                                    | 4                           |                             |
| Owen Stanwood                           | Alex Parkinson              | 4.02–4.03                                                               | 2                           | Stan Holoubek               |
| Vasily Galkin                           | Eduard Osipov               | 4.03–4.04                                                               | 2                           |                             |
| Gwan Jin Tao                            | Daniel Juhn                 | 4.03                                                                    | 1                           |                             |
| Yevgeniy                                | Nicholas Kolev              | 4.04                                                                    | 1                           |                             |
| Dimitri Egotov                          | Sacha Seberg                | 4.05, 4.07                                                              | 2                           |                             |
| Ravi Vaswani                            | Vinny Chhibber              | 4.07–4.10                                                               | 4                           |                             |
| Nina Roxhenkova                         | Katarina Morhacova          | 4.07–4.10                                                               | 4                           |                             |
| Nick Jennings                           | Chris Jaymes                | 4.07                                                                    | 1                           | Daniel Pietzuch             |
| Maximus Taylor                          | Elliott Ross                | 4.08–4.10                                                               | 3                           |                             |
| Park Chui Moo                           | Mark Kwak                   | 4.08–4.10                                                               | 3                           |                             |
| NASA                                    |                             |                                                                         |                             |                             |
| Bill Strausser                          | Noah Harpster               | 1.01–1.02, 1.04–2.01, 2.05–3.05, 3.08–3.10, 4.03                        | 24                          | Matthias Kupfer             |
| Thomas O. Paine                         | Dan Donohue                 | 1.01–1.05, 2.01–2.07                                                    | 12                          | Martin Halm                 |
| Tim McKiernan                           | Nick Toren                  | 1.01–1.02, 1.04–1.06, 1.09–1.10, 2.05–2.06, 2.10                        | 10                          | Steffen Wink                |
| Gene Kranz                              | Eric Ladin                  | 1.01–1.06                                                               | 6                           | Jakob Riedl                 |
| Hank Poppen                             | Daniel Robbins              | 1.01–1.02, 1.04–1.05                                                    | 4                           | Wolfgang Haas               |
| Wernher von Braun                       | Colm Feore                  | 1.01–1.02, 1.06                                                         | 3                           | Walter von Hauff            |
| Emma Jorgens                            | Teya Patt                   | 1.02–1.04, 2.01–2.02, 2.08, 3.01–3.03, 3.07, 3.10                       | 11                          | Angela Jacobi               |
| Larry Wilson                            | Nate Corddry                | 1.03–1.04, 1.06–1.07, 1.10–2.04, 2.06–2.07, 2.09, 3.02, 3.04, 3.06–3.09 | 17                          | Daniel Schlauch             |
| Shorty Powers                           | Brian Stepanek              | 1.03–1.04                                                               | 2                           | Thomas Wenke                |
| Ray Schumer                             | Benjamin Seay               | 1.03, 1.05                                                              | 2                           | Arne Hörmann                |
| John Glenn                              | Matt Battaglia              | 1.04                                                                    | 1                           | Thomas Albus                |
| Dr. Chase                               | Korey Simeone               | 1.05                                                                    | 1                           | Hubertus von Lerchenfeld    |
| Irene Hendricks                         | Leonora Pitts               | 1.06, 1.08, 1.10–2.01, 2.09–2.10                                        | 6                           | Marion Niederländer         |
| Harold Weisner                          | Wallace Langham             | 1.06–1.10                                                               | 5                           | Matthias Klie               |
| Scott Kraus                             | Martin Grey                 | 1.06                                                                    | 1                           | Mike Carl                   |
| Dr. Weddle                              | Jan Munroe                  | 1.08                                                                    | 1                           | Alexander Duda              |
| Penny Chen                              | Carin Chea                  | 1.09–1.10                                                               | 2                           | Bettina Zech                |
| Carl Reid                               | Theo Iyer                   | 1.09–1.10                                                               | 2                           |                             |
| Sam                                     | Brian McGrath               | 1.09–1.10                                                               | 2                           | Julius Braach               |
| Coral Hiscoe                            | Carolyn Crotty              | 2.04                                                                    | 1                           | Petra Preuß                 |
| Leland Davis                            | Andrew Gonzalez             | 2.04                                                                    | 1                           | Benjamin Mereis             |
| Liz Phang                               | Jinny Chung                 | 2.09                                                                    | 1                           | Julia Lowack                |
| Nuri Prabakar                           | Sahana Srinivasan           | 3.01–3.03, 3.05–3.06, 3.10, 4.08                                        | 7                           | Pia Amofa-Antwi             |
| Richard Truly                           | John Hartmann               | 3.01, 3.03, 3.06, 3.08, 3.10                                            | 5                           | Mark Kuhn                   |
| Jonathan Adams                          | Christopher Ellay           | 3.04, 3.10                                                              | 2                           | Paul Sedlmeir               |
| Jean Williamson                         | Diane Dehn                  | 3.04–3.05                                                               | 2                           | Shirin Lotze                |
| Mary Meineke                            | Bonnie Bailey-Reed          | 3.04, 3.07                                                              | 2                           | Angelika Bender             |
| Tim                                     | Alex Cioffi                 | 4.01–4.02, 4.05, 4.07, 4.10                                             | 5                           |                             |
| Jen Hughes                              | Zylan Brooks                | 4.01, 4.04–4.05                                                         | 3                           | Michèle Tichawsky           |
| Natalia Morioka                         | Madara Jayasena             | 4.05                                                                    | 1                           |                             |
| Kate Marsteller                         | Libby Baker                 | 4.05                                                                    | 1                           |                             |
| Dr. Seth Razack                         | Ely Henry                   | 4.08–4.10                                                               | 3                           |                             |
| Freunde und Familie                     |                             |                                                                         |                             |                             |
| Pam Horton                              | Meghan Leathers             | 1.01–1.02, 1.04, 1.06–1.07, 1.09–1.10, 2.05–2.09, 3.07–4.01             | 17                          | Janina Dietz                |
| Jimmy Stevens                           | William Lee Holler          | 1.01–1.02, 1.04–1.05                                                    | 4                           |                             |
| Jimmy Stevens                           | Zakary Risinger             | 1.10                                                                    | 1                           |                             |
| Jimmy Stevens                           | David Chandler              | 2.01–2.02, 2.05–2.06, 2.08, 2.10–3.01, 3.04, 3.07–3.08, 3.10            | 11                          | Louis Eitner                |
| Octavio Rosales                         | Arturo Del Puerto           | 1.01–1.02, 1.04, 1.08–1.10, 3.01–3.02, 3.09                             | 9                           | Marcantonio Moschettini     |
| Shane Baldwin                           | Teddy Blum                  | 1.01–1.05                                                               | 5                           | Niklas Gebendorfer          |
| Shane Baldwin                           | Tait Blum                   | 1.06–1.08                                                               | 3                           |                             |
| Marge Slayton                           | Rebecca Wisocky             | 1.01, 1.08–1.10                                                         | 4                           | Claudia Lössl               |
| Graciana Rosales                        | Vanessa Lyon                | 1.01                                                                    | 1                           |                             |
| Cata                                    | Krystal Torres              | 1.02, 1.04, 1.08, 1.10                                                  | 4                           | Alisa Palmer                |
| Wayne Cobb                              | Lenny Jacobson              | 1.04–1.05, 1.09–1.10, 2.02, 2.08–2.09, 3.05                             | 8                           | Claus-Peter Damitz          |
| Gloria Sedgewick                        | Tracy Mulholland            | 1.04–1.05, 1.08–1.09                                                    | 4                           |                             |
| Clayton Poole                           | Edwin Hodge                 | 1.04–1.05, 1.07                                                         | 3                           | Markus Pfeiffer             |
| Cecilia Liu                             | Aria Song                   | 1.09                                                                    | 1                           |                             |
| Peter                                   | Justice Leak                | 2.02, 2.04                                                              | 2                           | Felix Auer                  |
| Davey Kowalski                          | Alexander Neher             | 2.03, 3.04                                                              | 2                           | Tobias John von Freyend     |
| Rae Poole                               | Yaani King Mondschein       | 2.04                                                                    | 1                           | Stefanie Dischinger         |
| Elise                                   | Mele Ihara                  | 2.05                                                                    | 1                           | Shanti Chakraborty          |
| Sam Cleveland                           | Jeff Hephner                | 2.06–2.07, 2.10–3.01                                                    | 4                           | Manou Lubowski              |
| William Waverly                         | Bruce Weitz                 | 2.07                                                                    | 1                           | Michael Schwarzmaier        |
| Nyugen Linh                             | Lily Huynh                  | 2.08                                                                    | 1                           | Pia Amofa-Antwi             |
| Nguyen Van Le                           | Long Nguyen                 | 2.08                                                                    | 1                           |                             |
| Victor Diaz                             | Jorge Díaz                  | 3.01, 3.03, 3.07, 3.10–4.02, 4.05, 4.07, 4.09                           | 9                           | Sebastian Kempf             |
| Javier Diaz                             | Tiago Martinez              | 3.01–3.02, 3.07, 3.10                                                   | 4                           |                             |
| Javier Diaz                             | Santiago Veizaga            | 4.01, 4.05, 4.07, 4.09                                                  | 4                           |                             |
| Amber Stevens                           | Madeline Bertani            | 3.01, 3.03, 3.07–3.08, 3.10–4.01                                        | 6                           | Patricia Strasburger        |
| Corey Johnson                           | Sean Patrick Thomas         | 3.01–3.02, 3.05, 4.01, 4.05, 4.10                                       | 6                           | Alexander Brem              |
| Isaiah Johnson                          | Justice                     | 3.01–3.02, 3.05, 4.02, 4.10                                             | 5                           | Malte Wetzel                |
| Yvonne                                  | Ashley Jones                | 3.01                                                                    | 1                           | Saskia Haisch               |
| Scotty Wilson                           | Milo Cragnotti              | 3.02                                                                    | 1                           |                             |
| Anne Baranov                            | Jessica Galinas             | 3.04                                                                    | 1                           | Angela Wiederhut            |
| Peter Baranov                           | Leo Marz                    | 3.04                                                                    | 1                           |                             |
| Avery Stevens                           | Delaney Claire Evans        | 3.07–3.08                                                               | 2                           |                             |
| Avery Stevens                           | Parker Reese Evans          | 3.07–3.08                                                               | 2                           |                             |
| Avery Stevens                           | Ellie Grace Pomeroy         | 4.01                                                                    | 1                           |                             |
| Alex Poletov                            | Ezrah Lin                   | 4.01, 4.03, 4.05–4.09                                                   | 7                           |                             |
| Amanda Dale                             | Shannon Lucio               | 4.01–4.05                                                               | 5                           | Stefanie von Lerchenfeld    |
| Graciana Diaz                           | Paris Rose                  | 4.01–4.02, 4.07, 4.09                                                   | 4                           |                             |
| Lily Dale                               | Piper Rubio                 | 4.01–4.03, 4.05                                                         | 4                           |                             |
| Sarah Dale                              | Coco Day                    | 4.01–4.02, 4.05                                                         | 3                           |                             |
| Olga Poletova                           | Irina Dubova                | 4.01, 4.03, 4.05                                                        | 3                           | Dorothea Anzinger           |
| Katherine Hobson                        | Kathe Mazur                 | 4.04                                                                    | 1                           |                             |
| Malaika Ayesa                           | Valeri Ross                 | 4.05                                                                    | 1                           |                             |
| Muriel Bezukhov                         | Heather Lee                 | 4.08                                                                    | 1                           |                             |
| Nam Moon Yeong                          | Chen Chen Julian            | 4.10                                                                    | 1                           |                             |
| Courtney Johnson                        | April Mae Davis             | 4.10                                                                    | 1                           |                             |
| Militär und Geheimdienste               |                             |                                                                         |                             |                             |
| Winston Blake                           | Brandon Bales               | 1.01                                                                    | 1                           | Maximilian Laprell          |
| Scott Uken                              | David Andrews               | 1.02                                                                    | 1                           | Michael Schwarzmaier        |
| Arthur Weber                            | Dan Warner                  | 1.03–1.04, 1.07–1.08, 1.10                                              | 5                           | Andreas Borcherding         |
| Gavin Donahue                           | James Urbaniak              | 1.06–1.07, 1.09                                                         | 3                           | Pascal Breuer               |
| Nelson Bradford                         | John Marshall Jones         | 2.01–2.04, 2.06–2.10, 3.06                                              | 10                          | Thomas Rauscher             |
| Cameron Wolfgeher                       | Timothy Ware-Hill           | 2.09–2.10                                                               | 2                           | Uwe Thomsen                 |
| Jeanette Masters                        | Fran de Leon                | 3.01, 3.03                                                              | 2                           | Claudia Schmidt             |
| Peter Strauss                           | Jonny Coyne                 | 3.02                                                                    | 1                           | Holger Schwiers             |
| Victoria Rodriguez                      | Michelle C. Bonilla         | 3.09                                                                    | 1                           |                             |
| Vidor Kolikoff                          | Nikolai Tsankov             | 4.03                                                                    | 1                           |                             |
| Mike Bishop                             | Billy Lush                  | 4.04, 4.07, 4.09–4.10                                                   | 4                           |                             |
| Leia Ascott                             | Rachael Thompson            | 4.04                                                                    | 1                           |                             |
| Timur Avilov                            | Nikita Bogolyubov           | 4.06, 4.09–4.10                                                         | 3                           |                             |
| Robert Burks                            | David Bowe                  | 4.07                                                                    | 1                           |                             |
| Journalisten                            |                             |                                                                         |                             |                             |
| Roger Scott                             | Spencer Garrett             | 1.01–1.04, 1.06, 1.08, 1.10–2.01                                        | 8                           | Mike Carl                   |
| Jack Broadstreet                        | Michael J. Harney           | 1.01–1.05                                                               | 5                           | Erich Ludwig                |
| Paul Santoro                            | Deniz Akdeniz               | 1.01                                                                    | 1                           | Tobias Kern                 |
| Andrea Walters                          | Megan Dodds                 | 1.06–2.01                                                               | 6                           | Maria Magdalena Rabl        |
| Barry Newsome                           | David Gautreaux             | 1.08                                                                    | 1                           | Hans-Georg Panczak          |
| Jerry Biddle                            | Kevin Glikmann              | 1.08                                                                    | 1                           | Uwe Kosubek                 |
| Paul Michaels                           | Charlie Schlatter           | 2.01–2.04, 2.06, 2.09–2.10                                              | 7                           | Thomas Meinhardt            |
| Amy Chang                               | Linda Park                  | 2.01–2.02, 2.04, 2.09–2.10                                              | 5                           | Caroline Ebner              |
| Edward Kline                            | Ken Rudulph                 | 3.01, 3.04–3.07, 3.09                                                   | 6                           | Mike Carl                   |
| Karla Dunn                              | Hailey Winslow              | 3.01, 3.03, 3.10                                                        | 3                           | Leoni Beckenbach            |
| Christine Francis                       | Jessica Tuck                | 3.02, 3.04–3.06, 3.08–4.01, 4.04–4.06, 4.08, 4.10                       | 13                          | Ulla Wagener                |
| Ryan Bauer                              | Larry Sullivan              | 3.03–3.04, 3.06, 3.09                                                   | 4                           | Arne Hörmann                |
| Jenna Leigh                             | Allison Dunbar              | 3.03, 3.06, 3.09                                                        | 3                           |                             |
| Bill McGann                             | Larry Clarke                | 3.04, 3.06, 3.09, 4.05, 4.10                                            | 5                           | Michael A. Grimm            |
| Vera Martil                             | Danielle Nottingham         | 4.03–4.05                                                               | 3                           |                             |
| Politiker                               |                             |                                                                         |                             |                             |
| Charles W. Sandman                      | Saul Rubinek                | 1.02                                                                    | 1                           | Christoph Jablonka          |
| Lee Atwater                             | Dustin Seavey               | 2.09                                                                    | 1                           | Wolfgang Haas               |
| Jim Bragg                               | Randy Oglesby               | 3.02, 3.04, 3.06–3.08, 3.10                                             | 6                           | Hans Bayer                  |
| Dick Gephardt                           | Stewart Skelton             | 3.04, 3.07, 3.09                                                        | 3                           | Joachim Kretzer             |
| Karl Rove                               | Joseph Beck                 | 3.07                                                                    | 1                           | Achim Buch                  |
| Willie Baron                            | Patrick Labyorteaux         | 3.07                                                                    | 1                           | Thomas Albus                |
| Fyodor Korzhenko                        | Dimitar Bakalov             | 4.01, 4.03                                                              | 2                           |                             |
| Ron Klain                               | Jon Levine                  | 4.05                                                                    | 1                           |                             |
| Roscosmos                               |                             |                                                                         |                             |                             |
| Sergei Nikulov                          | Piotr Adamczyk              | 2.06–3.01, 3.03, 3.05–3.07, 3.10, 4.08–4.09                             | 13                          | Frank Schaff                |
| Sergei Pawlowitsch Koroljow             | Endre Hules                 | 2.06–2.07                                                               | 2                           | Dieter Memel                |
| Lenara Catiche                          | Vera Cherny                 | 3.01, 3.04–4.01                                                         | 9                           | Susanne von Medvey          |
| Pavel Zaitzev                           | Vlad Pavlov                 | 3.08, 3.10                                                              | 2                           |                             |
| Kirill Semenov                          | Gediminas Adomaitis         | 4.01, 4.04                                                              | 2                           | Mike Carl                   |
| Tatyana Volkova                         | Ania Bukstein               | 4.04–4.05, 4.07                                                         | 3                           |                             |
| Leonid                                  | Emil Markov                 | 4.04–4.05, 4.07                                                         | 3                           |                             |
| Lev Babanin                             | Alexander Terentyev         | 4.04–4.05                                                               | 2                           |                             |
| Helios Aerospace                        |                             |                                                                         |                             |                             |
| Heather                                 | Cheyenne Perez              | 3.02, 3.04, 3.10                                                        | 3                           | Malika Bayerwaltes          |
| Richard Hilliard                        | Blair Hickey                | 3.05–3.06, 3.09, 4.01, 4.03                                             | 5                           | Manfred Trilling            |
| Arlene Spielman                         | Kristin Carey               | 3.09, 4.03                                                              | 2                           | Katja Amberger              |
| Tom Gamon                               | Dave Theune                 | 4.01                                                                    | 1                           | Thomas Birnstiel            |
| Brandt Darby                            | Dustin Ingram               | 4.05                                                                    | 1                           |                             |
| Arbeiter auf der Happy Valley–Marsbasis |                             |                                                                         |                             |                             |
| Gerardo Ortiz-Niño                      | Salvador Chacon             | 4.02–4.10                                                               | 9                           | János Jung                  |
| Palmer James                            | Myk Watford                 | 4.02, 4.04–4.10                                                         | 8                           | Jan Odle                    |
| Rich Waters                             | Moses Jones                 | 4.02–4.05, 4.07–4.10                                                    | 8                           | Xiduo Zhao                  |
| Ilya Breshov                            | Dimiter Marinov             | 4.02–4.07, 4.10                                                         | 7                           | Gudo Hoegel                 |
| Maya Estime                             | Jo Kelly                    | 4.02–4.04, 4.06–4.07                                                    | 5                           | Anja Taborsky               |
| Joanna Chapman                          | Rhian Rees                  | 4.02, 4.04, 4.08                                                        | 3                           |                             |
| Charlie Parfitt                         | Michael Lee Joplin          | 4.02, 4.07–4.08                                                         | 3                           |                             |
| Shaun Arlee                             | Brandon Ford Green          | 4.02, 4.05                                                              | 2                           |                             |
| Faiza Khatib                            | Noor Razooky                | 4.03, 4.06, 4.08, 4.10                                                  | 4                           | Helene Schmitt              |
| Petros Khorenatsi                       | Nick Gracer                 | 4.03, 4.06, 4.10                                                        | 3                           |                             |
| Mike Shaw                               | Luke Barnett                | 4.04                                                                    | 1                           |                             |
| Luka Gurino                             | Sebastiano Pigazzi          | 4.05–4.07                                                               | 3                           |                             |
| Geraldine Middaugh                      | Steph Evison Williams       | 4.05–4.07                                                               | 3                           |                             |
| Henry Keck                              | Gene Silvers                | 4.06–4.07                                                               | 2                           | Christian Wolf              |
| Veronica 'Ronnie' Hunt                  | Tess Lina                   | 4.07–4.10                                                               | 4                           |                             |
| Holly 'Sparks' Edmondson                | Cindy Jackson               | 4.07–4.10                                                               | 4                           |                             |
| Nate Lowry                              | Sean Patrick Murphy         | 4.07, 4.09–4.10                                                         | 3                           |                             |
| Andere                                  |                             |                                                                         |                             |                             |
| Ginger                                  | Jessica Amlee               | 1.02                                                                    | 1                           |                             |
| Patty Doyle                             | Cass Buggé                  | 1.03                                                                    | 1                           | Uta Kienemann-Zaradic       |
| Janice                                  | Devin McCarthy              | 1.03                                                                    | 1                           |                             |
| Megan Shearin                           | Kate Rodman                 | 1.03                                                                    | 1                           | Shirin Lotze                |
| Barbara Taylor                          | Leia Hurst                  | 1.03                                                                    | 1                           | Katharina Friedl            |
| Mike Russell                            | Michael James Bell          | 1.06–1.07                                                               | 2                           | Christian Weygand           |
| Dr. Robert Marsten                      | John Rubinstein             | 1.08                                                                    | 1                           | Wolfgang Müller             |
| Dr. David Josephson                     | Scott Alan Smith            | 1.08                                                                    | 1                           | Alexander Pelz              |
| Dr. Mitchell                            | Wendy Schenker              | 2.08                                                                    | 1                           | Dorothea Anzinger           |
| Rich LaPorte                            | Derek Webster               | 3.01                                                                    | 1                           | Alexander Wohnhaas          |
| Joaquin Asencio                         | Andres Londono              | 3.01                                                                    | 1                           |                             |
| Pastor Dirkson                          | Thomas Crawford             | 3.01                                                                    | 1                           | Andreas Borcherding         |
| Sunny Hall                              | Taylor Dearden              | 3.04, 3.07, 3.10                                                        | 3                           | Constanze Buttmann          |
| Harold "Hal" Goodman                    | William Cowart              | 3.04, 3.07, 3.10                                                        | 3                           | Manfred Trilling            |
| Jeremy Zielke                           | John Forest                 | 3.06–3.07                                                               | 2                           | Nils Dienemann              |
| Elliott Lewis                           | Michael McMillian           | 3.06                                                                    | 1                           | Jakob Riedl                 |
| Artem                                   | Constantine Gregory         | 4.01–4.03                                                               | 3                           |                             |
| Stepan Gura                             | Konstantin Lavysh           | 4.03                                                                    | 1                           |                             |
| Kenji Okumura                           | Yuji Hasegawa               | 4.06                                                                    | 1                           |                             |
| Kapalna Naran                           | Deepti Gupta                | 4.06                                                                    | 1                           |                             |